# ユニコーンのキュピ
『ユニコーンのキュピ』は、NHK教育テレビジョンのプチプチ・アニメの枠で2017年3月20日から放送されている、1話5分の日本のストップモーション・アニメーション（人形アニメ）作品。
声優の豊崎愛生が原案・キャラクターデザインを務めた作品で、豊崎はキュピの声も担当している。

## 登場人物
キュピ
本作の主人公のユニコーン。真っ白な体とつぶらな瞳が特徴で、「キュピ」と喋る。角は普段は水色だが、感情によって色が変わる。綺麗好きで、汚れを見付けると自身の体を使って磨く。
ハリゴロウ
第1話に登場。キュピのライバルのハリネズミ。
あわいぬおじさん
第1話に登場。体が泡で出来た巨大なイヌ。
ちびキュピ
第2話に登場。キュピが子供部屋の片付けの助っ人として、自身を模して作った粘土人形。角が取れると暴走してしまう。

## スタッフ
出典：
- 原案・声の出演 - 豊崎愛生
- 脚本・監督・編集 - 大橋弘典
- 音楽 - タカハシペチカ
- アニメーション - 夏川憲介、オカダシゲル
- セットデザイン・小物造形 - 松浦由美子
- キャラクター造形 - 知野啓
- セット造形 - 山下知恵
- 照明 - 内堀定通
- 撮影 - 宇賀神光佑、中村匠吾
- 音響効果 - 簗田裕之
- 制作進行 - 市村理恵

## 各話リスト
| 話数 | サブタイトル       | 初回放送日     |
| ---- | ------------------ | -------------- |
| 1    | ユニコーンのキュピ | 2017年3月20日  |
| 2    | こども部屋         | 2018年3月21日  |
| 3    | バスルーム         | 2020年3月23日  |
| 4    | ベランダ           | 2021年12月13日 |
| 5    | エントランス       | 2023年12月15日 |

## 関連商品

### 書籍
- ユニコーンのキュピ（2021年2月5日、フレーベル館） - ISBN 978-4577049426